# Pete, the Prowler
Pete, the Prowler è un cortometraggio muto del 1917 diretto da Louis Chaudet.

## Produzione
Il film fu prodotto dalla Nestor Film Company e Universal Film Manufacturing Company.

## Distribuzione
Il Copyright del film porta la data 20 settembre 1917. Distribuito dall'Universal Film Manufacturing Company, uscì nelle sale cinematografiche USA il 1º ottobre 1917.